# Laigneville
Laigneville é uma comuna francesa na região administrativa de Altos da França, no departamento de Oise. Estende-se por uma área de 8,53 km². Em 2010 a comuna tinha 4 763 habitantes (densidade: 558,4 hab./km²).